# NGC 6377
NGC 6377 is een spiraalvormig sterrenstelsel in het sterrenbeeld Draak. Het hemelobject werd op 1 september 1886 ontdekt door de Amerikaanse astronoom Lewis A. Swift.

## Synoniemen
- UGC 10855
- MCG 10-25-26
- ZWG 300.24
- KCPG 516B
- KAZ 136
- 7ZW 712
- PGC 60264